# Walterpeter Twer
Walterpeter Twer (* 6. Mai 1949) ist ein deutscher Verleger und Unternehmer. Von 1978 bis 2018 leitete er den Mittelrhein-Verlag in Koblenz, dessen wichtigste Publikation, die Rhein-Zeitung, im nördlichen Rheinland-Pfalz eine monopolartige Stellung einnimmt.

## Leben
Walterpeter Twer ist der Sohn des Verlagskaufmanns Walter Twer aus Nassau (Lahn), der 1948 den Mittelrhein-Verlag mitbegründet hat. Nach Angaben der Rhein-Zeitung soll der frühere bayerische Ministerpräsident und CSU-Vorsitzende Franz Josef Strauß der Patenonkel Walterpeter Twers gewesen sein. Twer ist verheiratet  mit Manuela Lewentz-Twer, einer Schwester von Roger Lewentz. Er ist als Jäger aktiv. Er lebt in Bremberg im Hintertaunus.

## Berufliches
Im Alter von 29 Jahren übernahm Twer die Leitung des Mittelrhein-Verlags,. in dem unter anderem die Rhein-Zeitung erscheint. Auf die sinkende Auflage des Blatts reagierte Twer mit dem Austritt aus dem Arbeitgeberverband, was es ihm ermöglichte, untertariflöiche Löhne zu zahlen und Sparpakete durchzusetzen. Dazu kam die Reduzierung der Lokalredaktionen der Rhein-Zeitung auf nur noch drei Standorte. Ende 2018 gab er die Geschäftsführung des Verlags ab, blieb aber Mitgesellschafter.
Zusammen mit seinem Sohn Thorn Twer ist er außerdem Verleger des Paul Parey Zeitschriftenverlags in Singhofen bei Koblenz, der unter anderem die Zeitschriften Wild und Hund und Deutsche Jagdzeitung herausgibt. Twer ist zudem Geschäftsführer der Gourmet Wildmanufaktur GmbH, der Sokotherm GmbH und der Vermögensverwaltung Twer GmbH, alle mit Sitz in Bremberg.

## Kontroversen
2003 streikten Beschäftigte der „Rhein-Zeitung“ gegen die Pläne des Verlegers, bis zu 200 Arbeitsplätze abzubauen. 2017 veranlasste Twer die fristlose Kündigung des langjährigen Chefredakteurs der Rhein-Zeitung, Christian Lindner, was in der Branche für Aufsehen sorgte. Twer habe sich unter anderem darüber beschwert, dass Lindner in einem offenen Brief die türkische Bevölkerung in Deutschland aufgefordert hatte, gegen Erdoğans Verfassungs-Referendum zu stimmen. Auch habe Lindner sich laut Branchendienst Meedia geweigert, „ständig über die Verlegergattin Manuela Lewentz-Twer zu berichten“, die sich als Roman- und Krimiautorin versucht.
Die Zeit berichtete von einem mehrjährigen Rechtsstreit zwischen Twer und einem Tischlermeister, der ein neuartiges Heizungssystem entwickelt und zum Patent angemeldet hatte. Der Tischler konnte Twer 2013 zunächst als Geldgeber und Geschäftspartner gewinnen, sei von diesem aber dann aus dem Unternehmen verdrängt und in den Ruin getrieben worden, nachdem er sich geweigert habe, das Patent auf die gemeinsame Firma zu übertragen, an der Twer die Mehrheit hielt. Die Firma musste 2019 Insolvenz anmelden. Twers ehemaliger Geschäftspartner ist mittlerweile verstorben. Den österreichischen Oberauer Verlag, dessen Medienmagazin „kress pro“ über die Affäre berichtete, verklagte Twer auf 1,3 Millionen Euro Schadenersatz wegen angeblich „unerlaubter Presseberichterstattung“. Das Landgericht Köln wies Twers Klage im September 2021 zurück.

## Engagement für TuS Koblenz
Im Jahre 2007 wurde Twer Aufsichtsratsvorsitzender des Fußballvereins TuS Koblenz, der damals in der 2. Bundesliga spielte. Es gelang ihm, die Schulden des Vereins von zehn Millionen Euro auf zwei Millionen Euro zu reduzieren. Dennoch war 2011 die finanzielle Situation des Vereins und der in eine GmbH ausgegliederten Profiabteilung äußerst angespannt. Twer zog sich 2011 als Aufsichtsratschef zurück. Die TuS Koblenz spielte in der Saison 2021/22 in der Oberliga Rheinland-Pfalz/Saar.